# Fra Hvalp til Jagthund
Fra Hvalp til Jagthund er en dansk dokumentarfilm med instruktion og manuskript af Ivan Bjørn-Jensen.

## Handling
Denne artikel mangler et handlingsreferat. Hjælp os med at skrive det.